# Centre Berthelot
Le Centre Berthelot est un ensemble de bâtiments situé au 14 et 16 avenue Berthelot à Lyon. Il est construit dans les années 1880-1890 pour abriter l'École du service de santé des armées de Lyon-Bron. Désaffecté dans les années 1980, il prend le nom de l'homme politique et scientifique Marcellin Berthelot. Il regroupe plusieurs établissements à vocation pédagogique : le Centre d'Histoire de la Résistance et de la Déportation, l'Institut d'études politiques (« Sciences Po Lyon »), l'Institut d'Urbanisme (IUL) et l'Institut des Sciences de l'Homme (ISH Lyon).

## Histoire

### Les bâtiments originels
La construction des premiers bâtiments du centre Berthelot remonte à 1888, lors de l'implantation de l'École du service de santé militaire à Lyon.
La façade, sur l'avenue Berthelot (alors avenue des Ponts), contienne le bâtiment principal de l'administration, ainsi que les logements du directeur, sous-directeur, major et trésorier de l'École. L'entrée principale s'ouvre sur un large vestibule, conduisant à une cour carrée plantée d'arbres et encadrée de trois autres bâtiments, baptisés Percy (au fond), Larrey (à l'est) et Desgenettes (à l'ouest). Des annexes, comprenant infirmerie, gymnase, douches, etc, sont construits sur l'ilot compris entre les actuelles rues Étienne-Rognon, de Marseille, Raoul-Servant et Charles-Appleton. Le bâtiment longeant la rue Étienne-Rognon est relié au bâtiment Percy par un pont fermé (rapidement baptisé « pont des soupirs »). Les bâtiments sont terminés pour la rentrée de 1894 seulement.

### La seconde guerre mondiale
En 1942, la Wehrmacht occupe la zone libre. L'année suivante, en 1943, la Gestapo s'installe dans les bâtiments. Elle y torture dans les sous-sols de nombreux prisonniers ; Jean Moulin fait partie des victimes. 
Lors du bombardement du 26 mai 1944, le bâtiment sur l'avenue Berthelot est détruit. La reconstruction des bâtiments détruits ne se termine qu'en 1962, la façade étant remplacée par deux immeubles réunis par un péristyle.

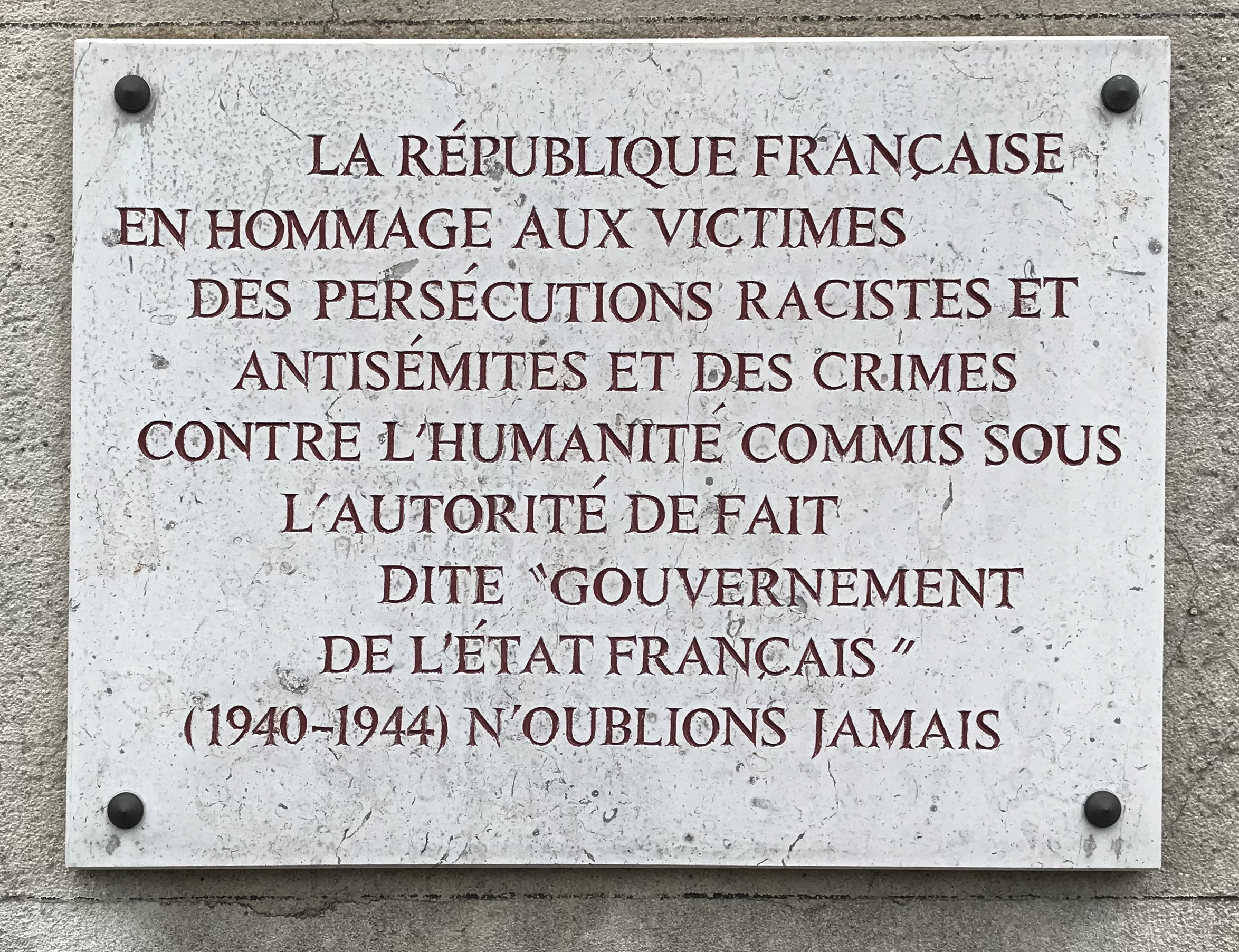
Plaque en l'honneur des personnes persécutées
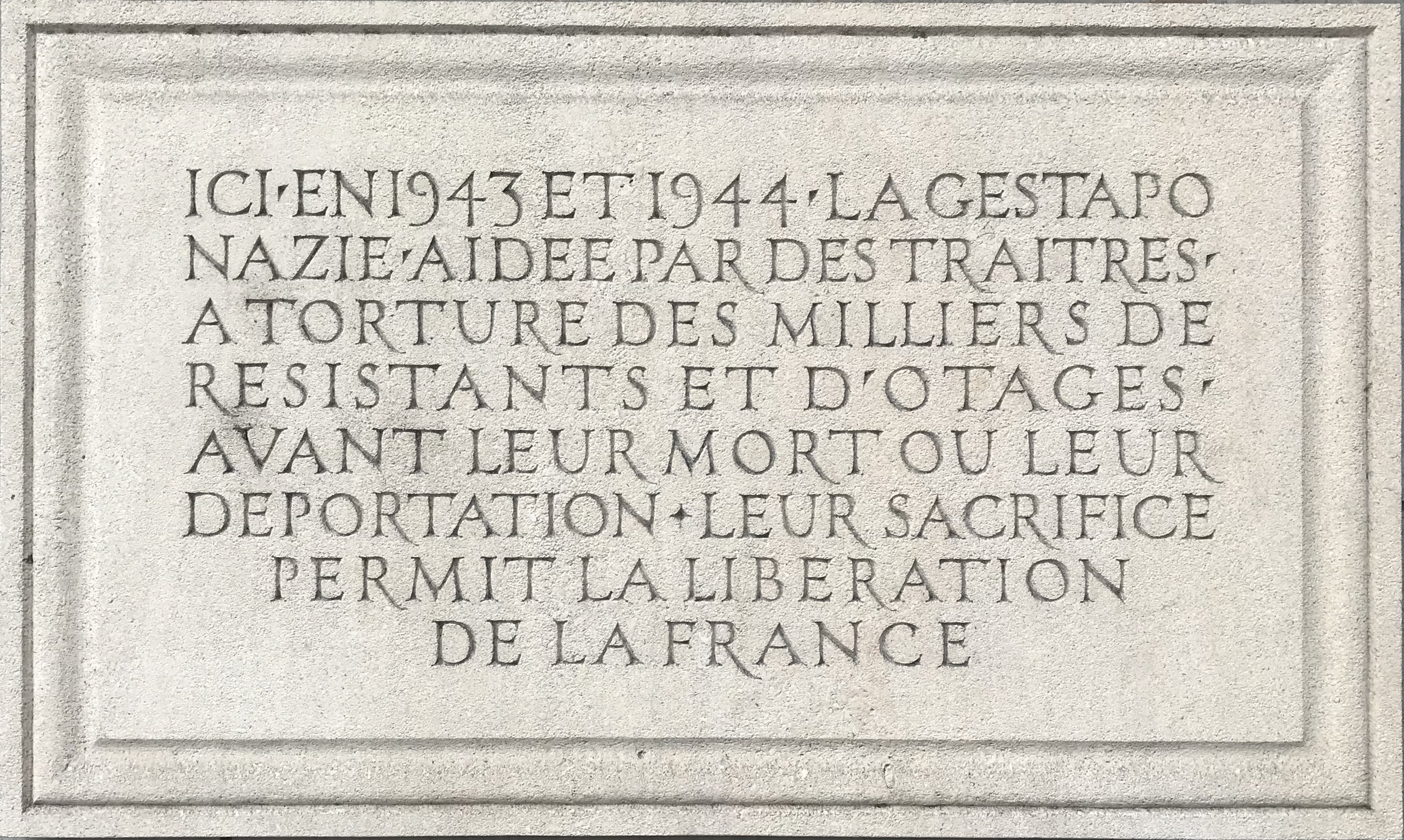
Plaque relative à la Gestapo
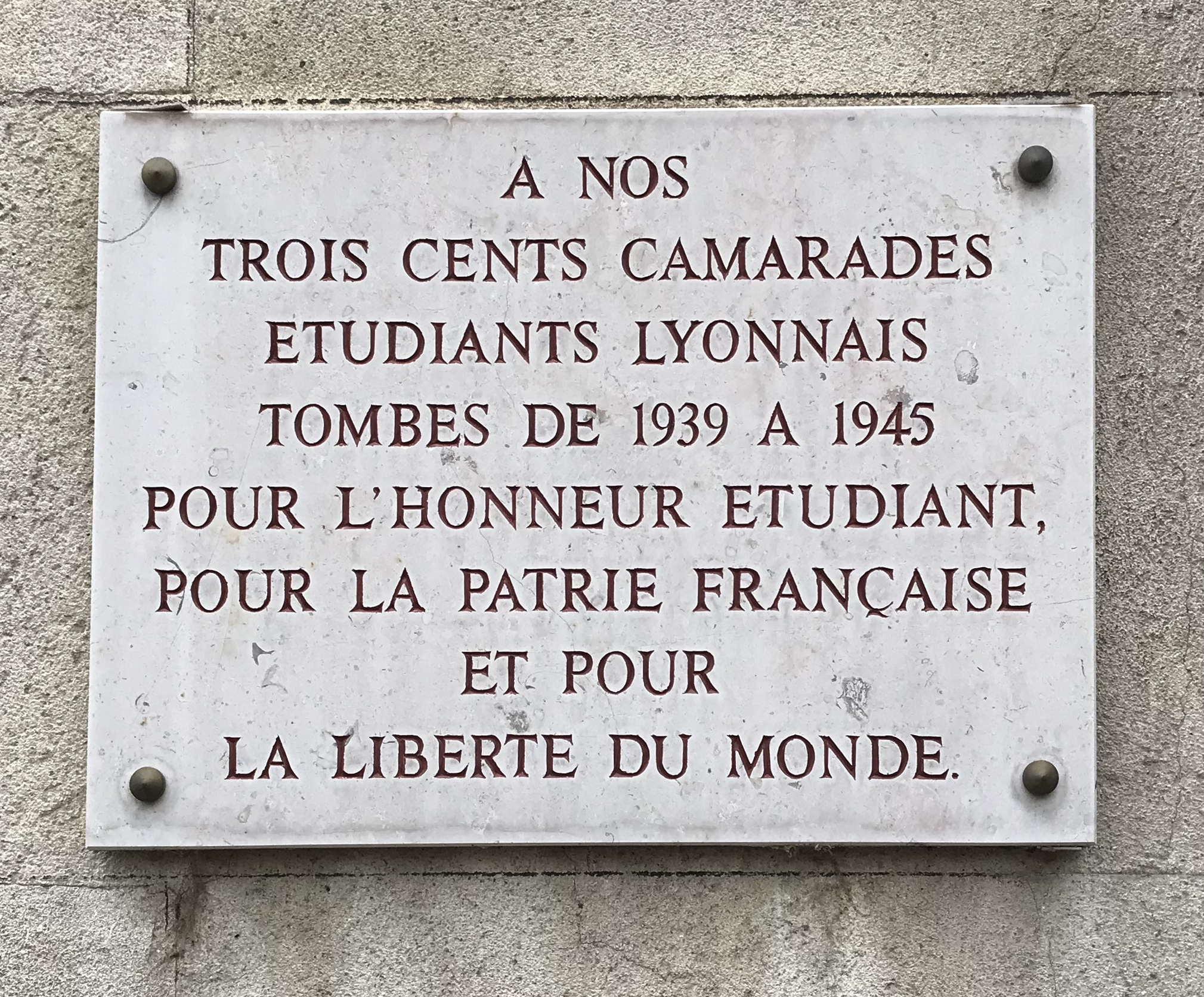
Plaque en l'honneur des étudiants morts au front

### La reconversion
En 1981, les bâtiments, devenus trop petits, sont abandonnés par l'École du service de santé militaire de Lyon qui s'installe au pied du fort de Bron.
En 1985, le musée des Moulages de Lyon déménage dans le bâtiment est sur l'avenue Berthelot. Le musée quitte ses locaux en 1999.
En 1992, le Centre d'histoire de la résistance et de la déportation est inauguré dans une partie des locaux (ancienne aile Larrey). Une partie des bâtiments est occupée par l'université Lumière-Lyon-II (Institut d'urbanisme de Lyon dans l'aile Larrey ; laboratoire d'économie des transports, Institut des Sciences de l'Homme dans l'aile Desgenettes). Les anciennes annexes de l'ilot Rognon-Marseille-Servant-Appleton sont occupées par divers organismes (opéra de Lyon, etc.). En 1999, l'Institut d'études politiques (IEP) s'installe dans l'ancien bâtiment Percy (administration) et dans un des bâtiments annexes de la rue Charles-Appleton auquel est adjoint un nouveau bâtiment (locaux pédagogiques). La bibliothèque et les locaux de la vie étudiante de l'IEP, ainsi qu'une cafétéria du CROUS, sont aménagés dans le bâtiment ouest à l'entrée sur l'avenue Berthelot. En 2012, un nouvel amphithéâtre, baptisé en 2019 en l'honneur de Lucie et Raymond Aubrac, est aménagé dans la salle Leclair, ancienne salle d’armes, derrière l'aile Desgenettes.
La cour centrale est renommée esplanade Général-Pierre-Robert-de-Saint-Vincent en l'honneur de Pierre Robert de Saint-Vincent en 2017.

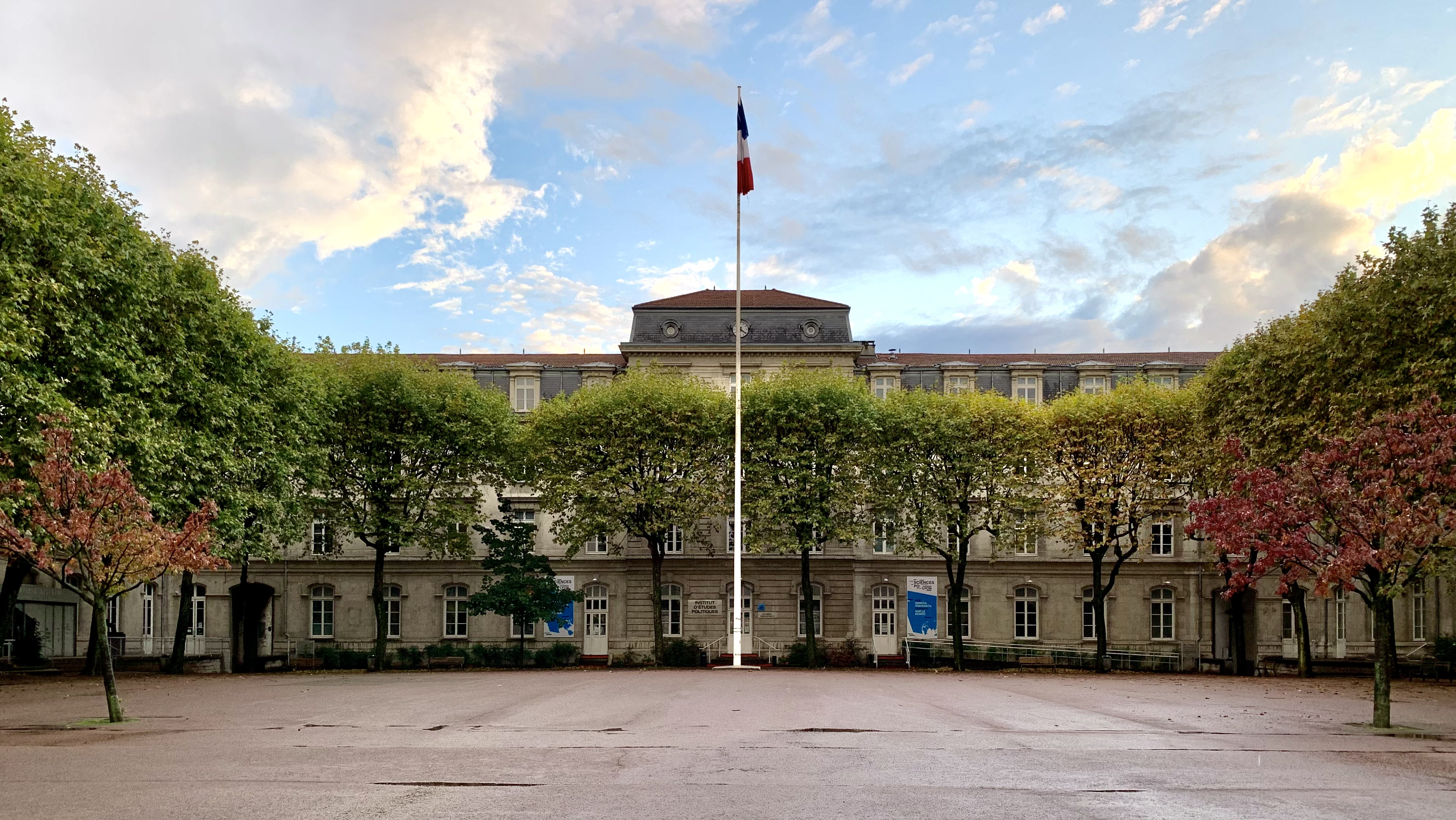
L'esplanade Général-Pierre-Robert-de-Saint-Vincent et l'ancienne aile Percy en 2020
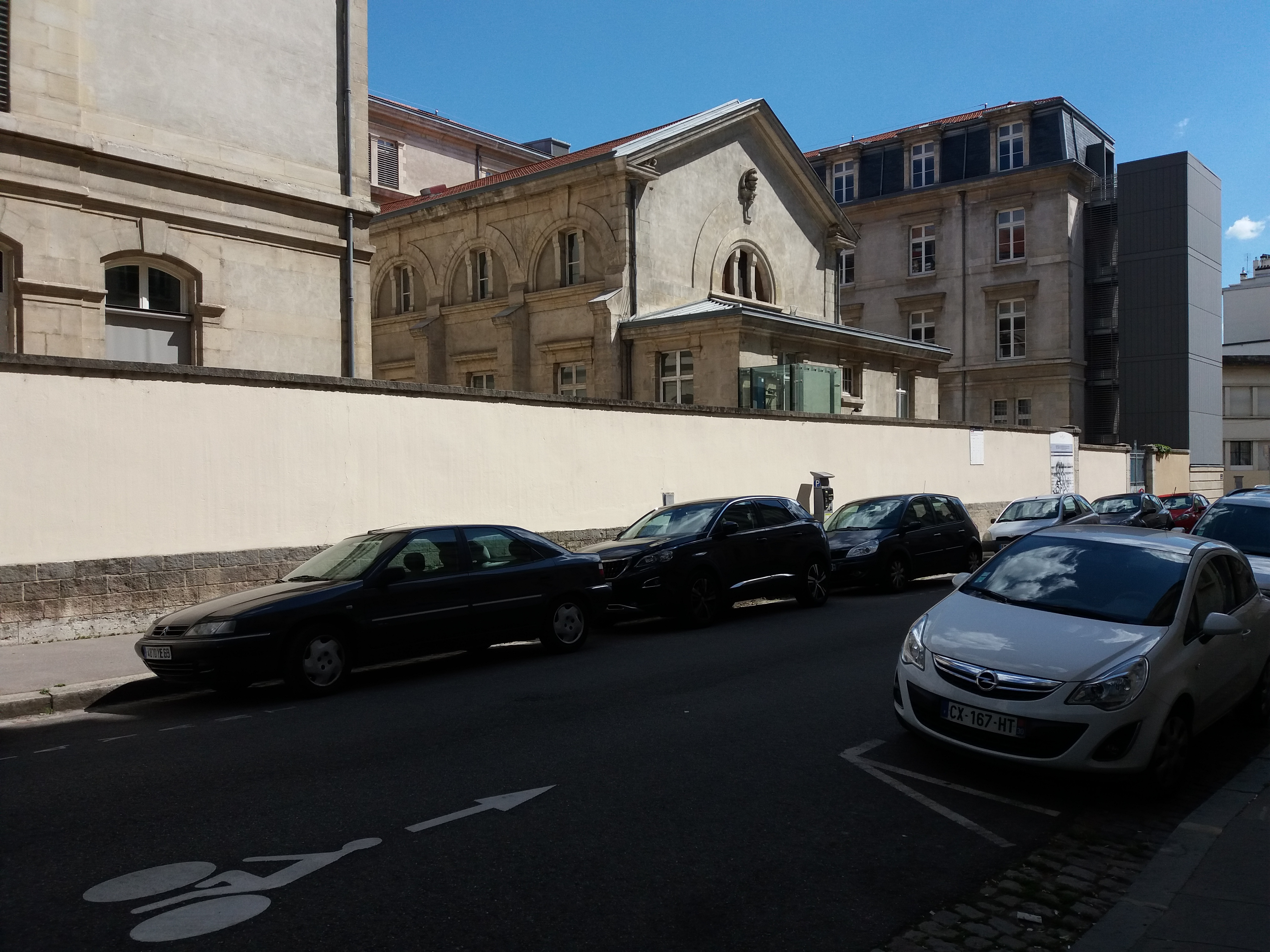
L'extérieur de l’amphithéâtre Lucie et Raymond Aubrac, (ancienne salle Leclair) en 2019
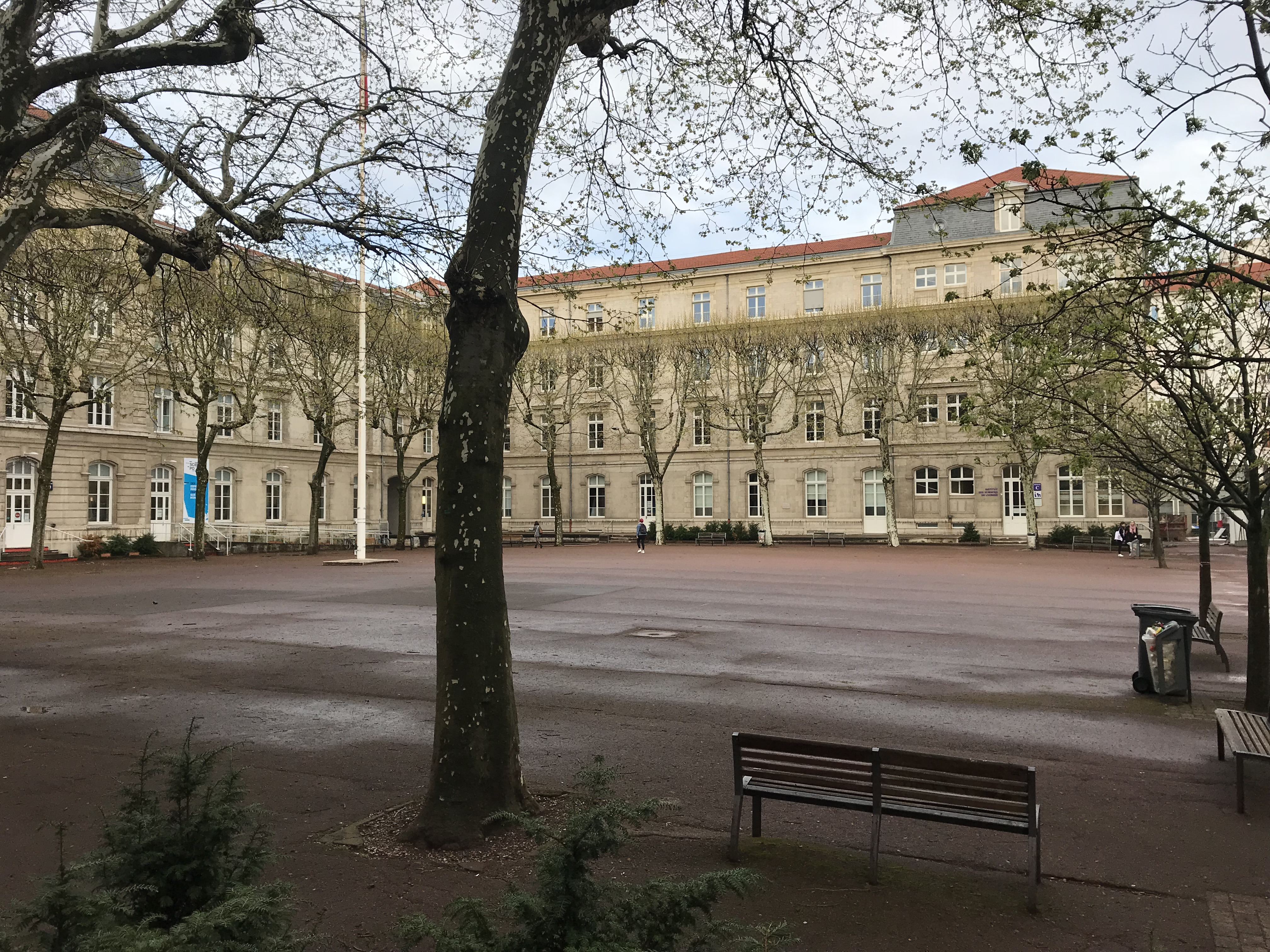
L'ancienne aile Desgenettes en 2018
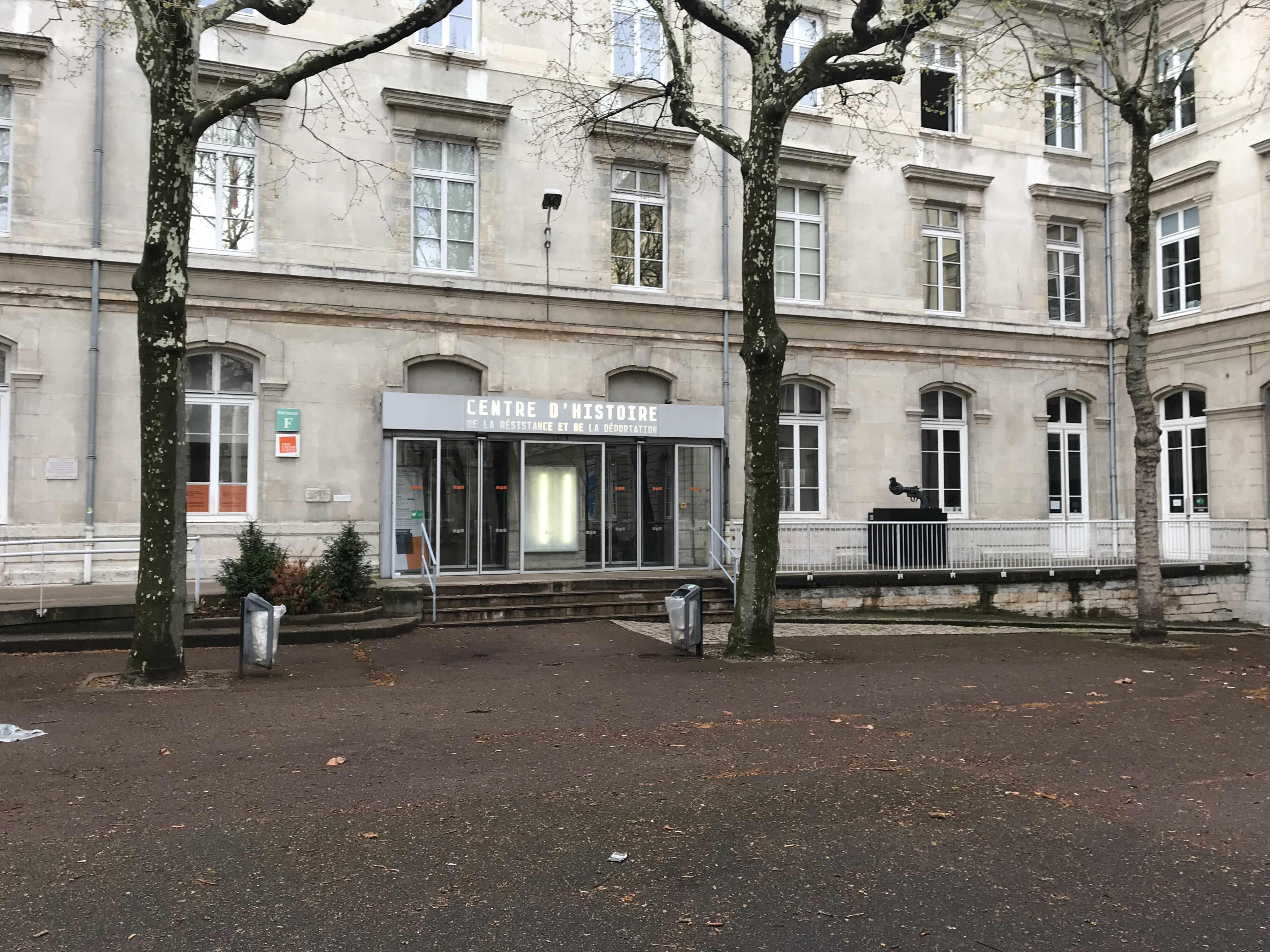
Le Centre d'histoire de la résistance et de la déportation (ancienne aile Larrey) en 2018

## Accessibilité
Ce site est desservi par le tramway   à la station Centre Berthelot – Sciences Po Lyon et par une station Vélo'v.